# Inmigración europea en el Perú
Las principales colectividades de origen europeo que migraron al Perú provinieron principalmente de España, Italia y Portugal, durante el virreinato y a inicios de la república, a los que se sumaron oleadas menores de inmigrantes provenientes del resto de Europa entre la segunda mitad del siglo XIX y mediados del siglo XX. 
En el período colonial, el aporte ibérico contribuyó significativamente en el mestizaje del país. En el período entre 1849 y 1875 ingresaron un aproximado de entre 15.000 y 20.000 inmigrantes europeos, debido a una política de estado con la finalidad de incorporar trabajadores a las producciones agrícolas, logísticas y de guano, y en reemplazo de la ya por entonces abolida esclavitud. De entre varios programas, resalta entre 1873 y 1875 el de la Sociedad de Inmigración Europea, que logró con relativo éxito la llegada de 3.000 europeos, principalmente italianos, y en menor medida franceses y suizos. También se constata que en 1857, según el censo limeño de Manuel Atanasio Fuentes, figuraban en dicha ciudad un total de 4.472 alemanes, 3.469 italianos, y 2.639 franceses. Entre 1880 y 1930 llegaron otros 12.000 europeos. En el censo de 1940 se contabilizó un total de 13.613 europeos, mientras que para el censo de 1961 el número ascendió a 22.970 personas, probablemente influido por la Segunda Guerra Mundial y su posguerra, número sostenido en el censo de 1981 en los 23.861 europeos.
Hoy en día sus descendientes habitan en todo el país, mayormente en la costa,selva central y la sierra norte y central del país, existen aún diversas colonias de migrantes europeos, entre ellos colonias menonitas, alemanas, austriacas, etc.
La población peruana con mayor aporte europeo ya sean castizos, caucásicos, nórdicos o mestizos (euromestizos), representan aproximadamente el 20% de la población, muchos de ellos poseen cargos importantes en la política del país.

## Citas y referencias